# ريغان (فلم)
ريغان (بالإنجليزية: Reagan) هو فيلم دراما تاريخي سيرة ذاتية من إخراج شين ماكنامارا ومن بطولة دينيس كويد، أندريا ميلر، نيك سيرسي، سي توماس هاول وكيفن ديلون، من المقرر عرضه في أوائل عام 2023.

## روابط خارجية
- ريغان على موقع IMDb (الإنجليزية)
- ريغان على موقع ميتاكريتيك (الإنجليزية)
- ريغان على موقع روتن توميتوز (الإنجليزية)
- ريغان على موقع ألو سيني (الفرنسية)
- ريغان على موقع أول موفي (الإنجليزية)
- ريغان على موقع قاعدة بيانات الفيلم (الإنجليزية)
- ريغان على موقع ليتربوكسد (الإنجليزية)
- ريغان على موقع كينوبويسك (الروسية)